# NGC 1561
NGC 1561 est une galaxie lenticulaire relativement éloignée et située dans la constellation de l'Éridan. NGC 1561 a été découverte par l'astronome américain Francis Leavenworth en 1886.

## Caractéristiques
Sa vitesse par rapport au fond diffus cosmologique est de 8 946 ± 39 km/s, ce qui correspond à une distance de Hubble de 132,0 ± 9,3 Mpc (∼431 millions d'al).
À ce jour, une mesure non basée sur le décalage vers le rouge (redshift) donne une distance d'environ 140,000 Mpc (∼457 millions d'al). Cette valeur est à l'intérieur des valeurs de la distance de Hubble. Notons cependant que c'est avec la valeur moyenne des mesures indépendantes, lorsqu'elles existent, que la base de données NASA/IPAC calcule le diamètre d'une galaxie et qu'en conséquence le diamètre de NGC 1561 pourrait être d'environ 23,0 kpc (∼75 000 al) si on utilisait la distance de Hubble pour le calculer.